# Anna-rét
Koordináták: é. sz. 47° 30′ 24″, k. h. 18° 57′ 43″47.506667°N 18.961944°E

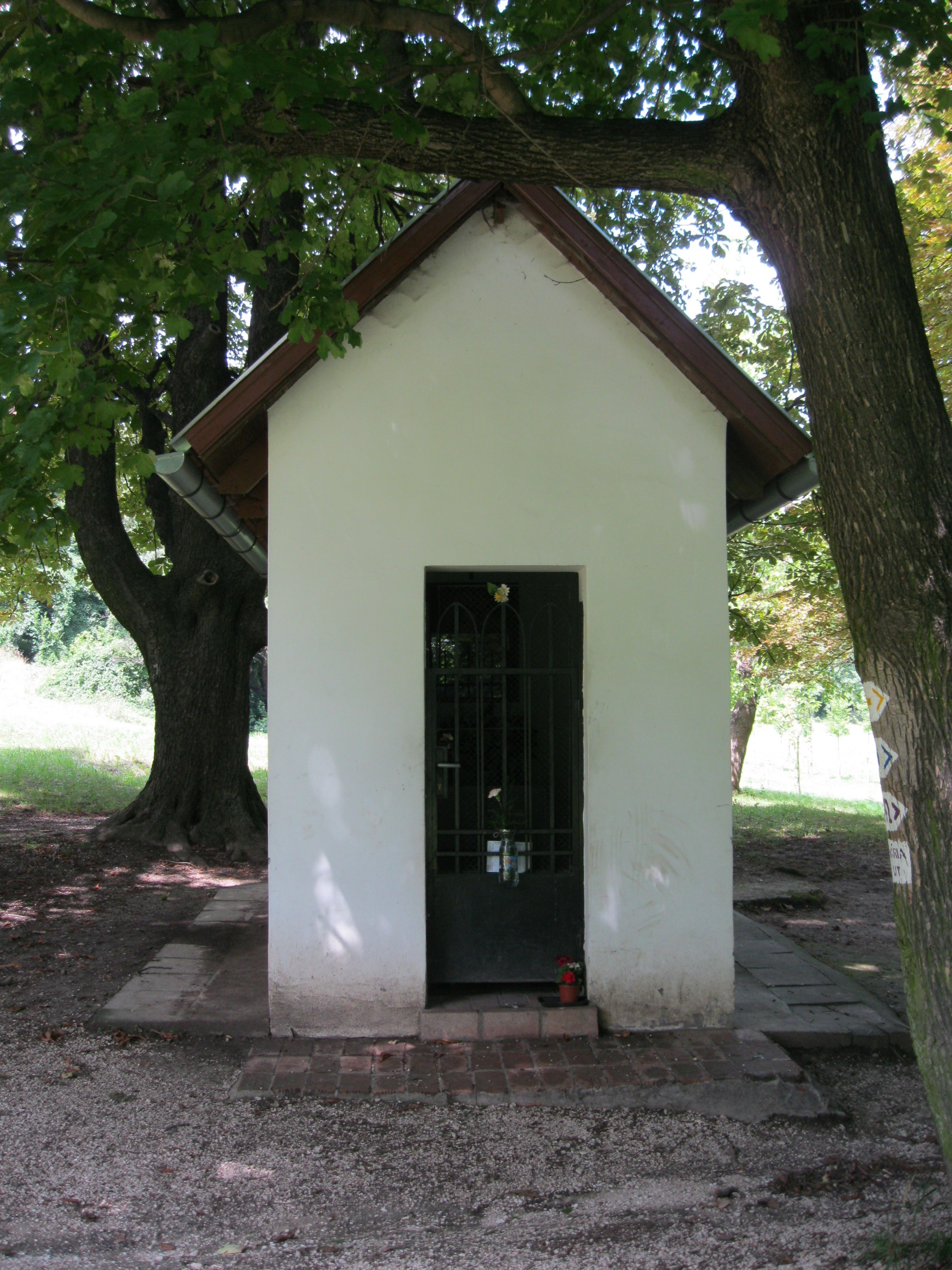
A Szent Anna-kápolna

Az Anna-rét a Budai-hegység egyik legkedveltebb kirándulóhelye.[forrás?] A Normafa és a János-hegyi libegő felső állomása között helyezkedik el, mintegy 500 méterre a Normafától és 1000-1200 méterre a libegő felső állomásától. Közvetlenül a Gyermekvasút Virágvölgy vasútállomásától érhető el.
Az Anna-rét télen és nyáron egyaránt közkedvelt kirándulóhelye a budapesti gyerekeknek. A 70-es években még két sífelvonó is működött a rét város felé eső oldalán. Napjainkban a laposabb részeket telente a sífutók, míg a lankásabb, a Szent Anna-kápolna felé eső eső részét a szánkózók lepik el.
A rét felső részén a Pilisi Parkerdő Zrt. létesített fajátékokból játszóteret. Úgyszólván állandóan láthatók itt óvodai csoportok, amelyeket különbuszok hoznak fel a jó levegőjű játszótérre. A Szent Anna-kápolna közelében több tűzrakóhely és egy nyomós kút csábítja szabad tűzi főzésre, grillezésre a kirándulókat.

## Szent Anna kápolna
Az Anna-rét volt a 18. századtól kezdődően Budakeszi szőlőtermelő lakosságának kedvelt kiránduló helye. 1825-1830 között a rét szélén Szent Anna tiszteletére kápolnát építettek. A  kápolna hamarosan nagyon népszerűvé vált: Anna-napokon zarándoklatokat vezettek ide Budakesziről és az angolkisasszonyok zugligeti zárdájától, iskolájától.
Az apácák kezdeményezésére az angolkisasszonyok kolostorától és iskolájától – a diáklányok segítségével – egy monumentális vadgesztenye-fasort ültettek. Ez a fasor a Zugligeti utat és a Disznófő utat követve, a Disznófő-forrást érintve a zárdát teljes hosszban összekötötte a kápolnával. A fasor egyes részei még itt-ott láthatók a Zugligeti út mentén és a Szent Anna-kápolna közelében. A Disznófő út menti részét a XII. kerületi önkormányzat 2009-ben kivágatta. Sajnálatos módon a pótlásáról csak nagyon rövid szakaszon gondoskodtak. A Google Térkép műholdfelvételein még szépen kirajzolódik az egykori fasor néhány, az erdős részen megmaradt példányának kontúrja, a gesztenyefa eltérő lombkoronaszínének köszönhetően.

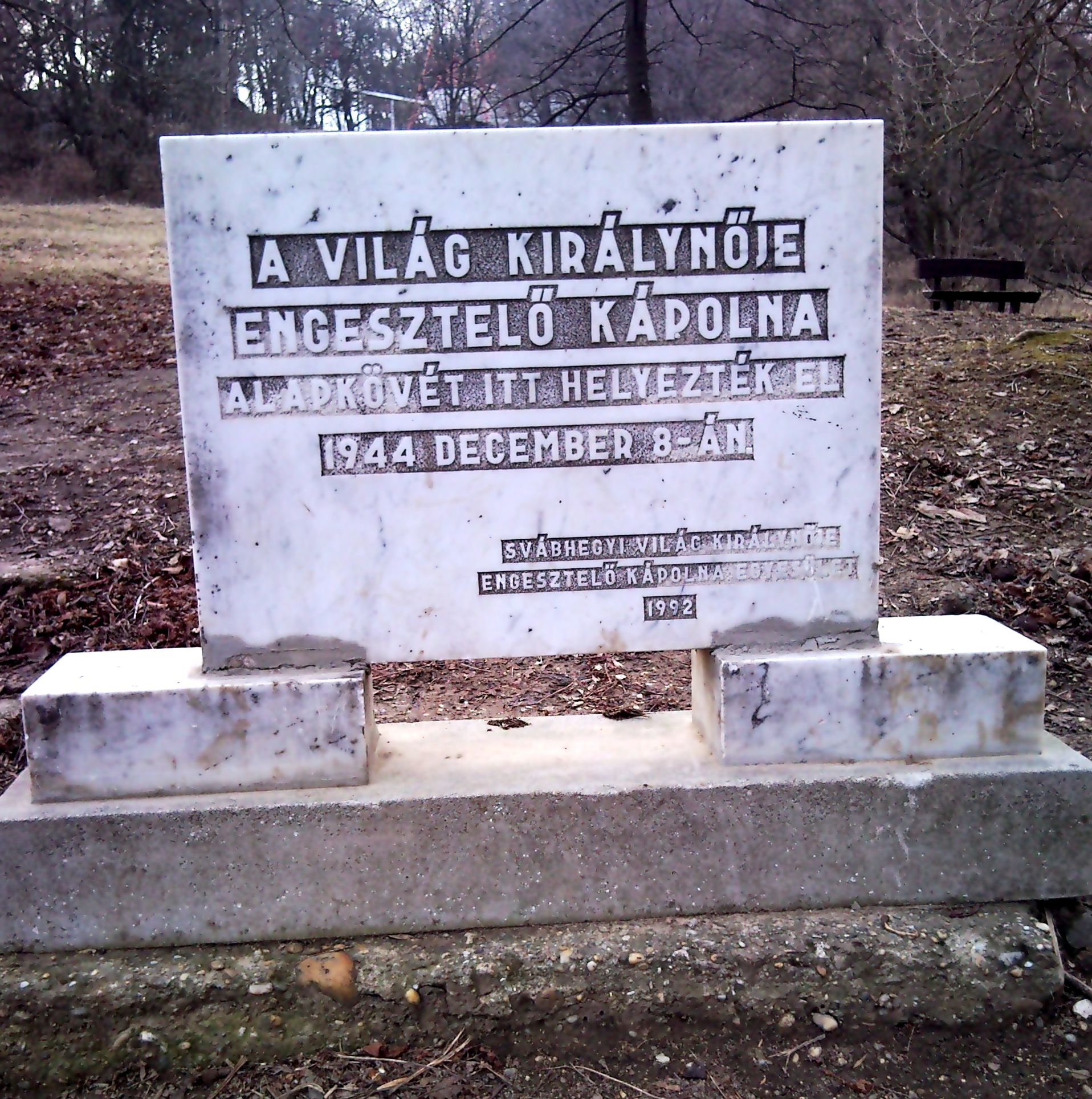
A Világ Királynője engesztelő kápolna emléktáblája

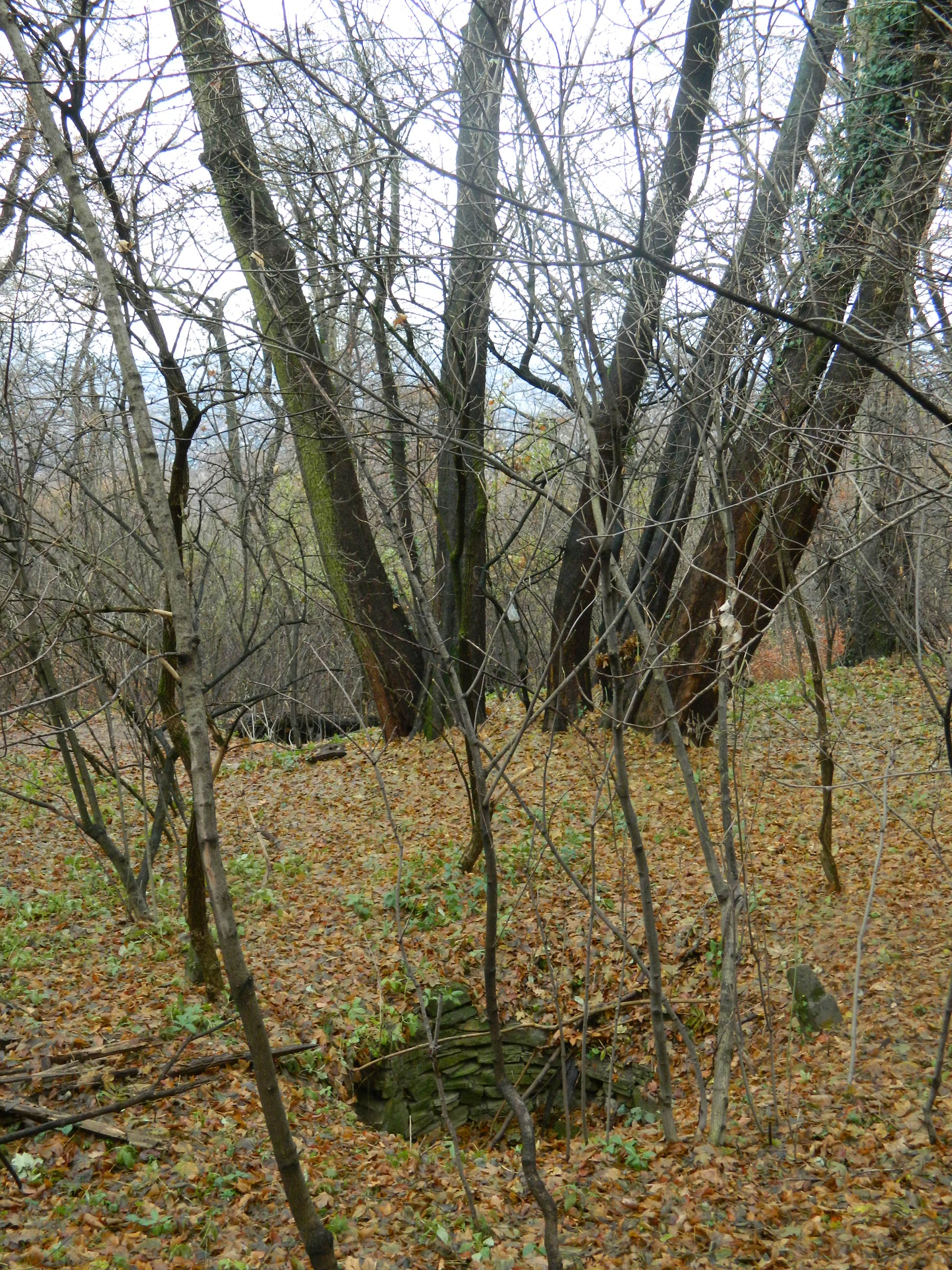
Szarvas-kút

A második világháborút követően vasárnap délelőttönként szentmisét tartottak a kápolnában, mígnem 1952-53 körül, egy munkásmozgalmi nagygyűlést követően lerombolták azt. A rendszerváltást követően 1992-ben a Budapest-Zugliget Egyesület megalakulásának 100. évfordulójára a Salamin család építtette fel a réten ma látható kis kápolnát.

## Világ Királynője engesztelő kápolna
A Szent Anna-kápolna mellett egy emléktábla jelzi, hogy 1944-ben a közelben rakták le egy másik kápolna, a Világ Királynője engesztelő kápolna alapkövét is. Ennek a kápolnának az alapjait az előbbi kápolnától 60-70 méterre északra ma is megtalálhatjuk, egy facsoport takarásában. A Világ Királynője engesztelő kápolna építésére a főváros vezetése 1942-ben adományozta az Anna-rét északi részének területét, Serédi Jusztinián bíboros két évvel később hagyta jóvá a kápolna felépítését. Az építkezést 1944. december 8-án kezdték el, ám az alap egyes részein kívül semmi sem épült meg belőle. A Szent Korona Lovagrend alkotmányának 26. §-ában a 2. bekezdés rögzíti a lovagrend céljai között az Anna-réti Világ Királynője engesztelő kápolna fel-, illetve újraépítését. Az 1443/2013. (VII.16) számú kormányhatározat a Normafa Park beruházás keretében rendelkezik más építményekkel együtt az engesztelő kápolna építésének előkészítéséről, a szükséges tanulmánytervek elkészítéséről.
Egy adománygyűjtési akciót követően 2023-ban ténylegesen elkezdődött a Szent Anna-réten – a jelenlegi Szent Anna-kápolnától alig pár percnyi sétára – egy újabb, az épületet a természeti környezetbe jobban beillesztő, és a természetvédelmi előírásoknak jobban megfelelő tervek alapján készülő kápolna építése.
Az épület átadását 2023. október 5-re tervezték, viszont különböző, ismeretlen okok miatt, az épület átadásának és felszentelésének ügyében, határozatlan idejű késlekedés következett be.
2023.december 8-án sikerült átadni és felszentelni'.
"Elkészült az Anna-réti engesztelőkápolna a Normafánál. A hívek adományából felépült, alig 30 négyzetméteres, de nyitható oldalú, és így szabadtéri szertartások megtartására is alkalmas misézőhelyet Erdő Péter bíboros, esztergom-budapesti érsek áldotta meg december 8-án – olvasható az MTI hírében. " 3, 4, 5,6

## Szarvas-kút
Az Anna-rét északkeleti sarkától 30-40 méterre, egy idős facsoport tövében található a felette elterülő Hármaskút-tetőnek nevet adó három forrás (kút) egyike, a Szarvas-kút. Nevét a hagyomány szerint onnan kapta, hogy Mátyás király ezen a környéken elterülő vadasparkjának szarvasai ide jártak inni. A 19. században a budai hegyoldal szőlőbirtokai egészen idáig felnyúltak és a többi budai forráshoz hasonlóan a szőlőművesek fontos víznyerő helye volt ez a forrás is. A 20. század közepén még, mint időszakos forrásnak, az év egy részében volt vize. Napjainkban csak a jó szemű, kíváncsi kirándulók találják meg az egykori kútfoglalatot az erdőben, a forrás elapadt.